# درک عمیق‌تر
«درک عمیق‌تر» تک‌آهنگی از کیت بوش خواننده/ترانه‌سرای اهل بریتانیا است که در سال ۲۰۱۱ میلادی منتشر شد. این تک‌آهنگ در آلبوم نسخه کارگردان قرار داشت.